# Kasztanówka
Kasztanówka (biał. Каштаноўка; ros. Каштановка) – wieś na Białorusi, w obwodzie mińskim, w rejonie wołożyńskim, w sielsowiecie Wołożyn. Od zachodu graniczy z Wołożynem. Była nazywana także Konstantynówką.
W dwudziestoleciu międzywojennym leżała w Polsce, w województwie nowogródzkim, w powiecie wołożyńskim.